# 椹木野衣
椹木 野衣（さわらぎ のい、1962年7月1日 - 、男性）は、日本の美術評論家、多摩美術大学美術学部教授、芸術人類学研究所所員。美術評論家連盟会員（常任委員）。本名非公開。
1990年代の文化動向を牽引した『シミュレーショニズム』（1991年）、戦後日本を「悪い場所」と称した『日本・現代・美術』（1997年）など、斬新な美術批評で知られる。他の著書に『戦争と万博』（2005年）、『反アート入門』（2010年）など。

## 経歴
埼玉県秩父市出身。埼玉県立秩父高等学校、同志社大学文学部文化学科を卒業後、美術手帖編集部で編集者として勤務。雑誌での執筆などを経て1991年に初の評論集『シミュレーショニズム ハウス・ミュージックと盗用芸術』（洋泉社）を刊行。シミュレーション・アートとハウス・ミュージックを〈サンプリング・カットアップ・リミックス〉というキーワードで横断的に論じ、1990年代以降の文化の動向を予見した。また、1991年には株式会社アウトバーンを設立。クラブカルチャーマガジン、『Remix』などの雑誌を伊藤ガビンらとともに創刊した。
1992年にはレントゲン藝術研究所で展覧会『アノーマリー』を企画、キュレーターとしてもデビューし、村上隆やヤノベケンジを美術界の新しい波として紹介した。1995年には『アノーマリー』の続編としての『909-ANOMALY2』を企画。
1995年の阪神・淡路大震災と「地下鉄サリン事件」をきっかけに以後は戦後日本美術の論考に転じ、1998年に『日本・現代・美術』（新潮社）を刊行。戦後日本には「歴史」がなく、蓄積なき忘却と悪しき反復を繰り返す「悪い場所」であると論じ大きな波紋を起こした。
2005年にはその続編というべき『戦争と万博』を刊行。大阪万博における「万博芸術」と太平洋戦争における戦争画の類似性を、国家によるプロパガンダへの芸術家の総動員の観点から論じた。
2007年には『戦争と美術1937-1945』（国書刊行会）を針生一郎らと共同編集し刊行、展覧会での一括公開がない戦争記録画の公開を進めた。2015年、会田誠との共著『戦争画とニッポン』（講談社）、責任編集「日本美術全集19巻 拡張する戦後美術」（小学館）を刊行。
東日本大震災の直前より長篇評論「後美術論」の連載を『美術手帖』誌上で開始、2015年に『後美術論』（美術出版社）を刊行し、第25回吉田秀和賞受賞。また同連載の”第二部・流浪篇”と題して同誌上で2014年から2016年まで連載し、2017年『震美術論』（美術出版社）を刊行。「日本・現代・美術」において提唱した忘却と反復を繰り返す「悪い場所」という概念を日本列島の地質学的条件をもとに更新し、「日本列島の美術」のあり方を再考した。同書で芸術選奨文部科学大臣賞受賞。
ほかに1999年には日本の現代美術をリセットすると公言して賛否両論を巻き起こした『日本ゼロ年』（水戸芸術館）など展覧会のキュレーションも行っているほか、2003年のイラク戦争の際には〈アート＝反戦ユニット〉「殺す・な」を組織。また、震災以後には2014年に飴屋法水とのユニット「グランギニョル未来」を結成し、同名の公演を上演。また2015年からは福島第一原子力発電所事故の帰宅困難区域内での”見に行くことのできない”展覧会、「Don't follow the Wind」に実行委員兼、赤城修司、山川冬樹を加えた同ユニットで参加するなど、アクティヴィストとしての面も見せている。
2021年1月から4月、京都市京セラ美術館にて企画・監修の展覧会、『うたかたと瓦礫 : 平成の美術 1898-2019』を開催した。

## 受賞歴
- 第25回吉田秀和賞（2015年）『後美術論』（美術出版社）[2]
- 第68回芸術選奨文部科学大臣賞（2018年）『震美術論』（美術出版社）[3]

## 著書

### 単著
- 『シミュレーショニズム ハウス・ミュージックと盗用芸術』洋泉社、1991年。河出文庫、1994年。増補・ちくま学芸文庫、2001年、ISBN 4480086358
- 『ヘルタースケルター ヘヴィ・メタルと世紀末のアメリカ』トレヴィル/リブロポート、1992年。ISBN 4845707276
- 『資本主義の滝壺』太田出版、1993年。ISBN 4872331117
- 『テクノデリック 鏡でいっぱいの世界』集英社、1996年。ISBN 408774129X
- 『原子心母 芸術における「心霊」の研究』河出書房新社、1996年。
- 『日本・現代・美術』新潮社、1998年。ISBN 4104214019。ちくま学芸文庫、2025年。ISBN 978-4480513151
- 『22世紀芸術家探訪』エスクァイアマガジンジャパン、1999年。ISBN 4872950682
- 『平坦な戦場でぼくらが生き延びること 岡崎京子論』筑摩書房、2000年。ISBN 4480823433
- 『「爆心地」の芸術』晶文社、2002年。ISBN 4794965206
- 『黒い太陽と赤いカニ 岡本太郎の日本』中央公論新社、2003年。ISBN 4120034712
- 『戦争と万博』美術出版社、2005年。講談社学術文庫、2025年。ISBN 978-4065404072
- 『美術になにが起こったか 1992-2006』国書刊行会、2006年。ISBN 4336048010
- 『なんにもないところから芸術がはじまる』新潮社、2007年。ISBN 4104214027
- 『反アート入門』幻冬舎、2010年。ISBN 4344018095
- 『太郎と爆発 来たるべき岡本太郎へ』河出書房新社、2012年。ISBN 978-4309255378
- 『新版 平坦な戦場でぼくらが生き延びること 岡崎京子論』筑摩書房、2012年。ISBN 978-4781608235
- 『アウトサイダー・アート入門』幻冬舎新書、2015年。ISBN 978-4344983755
- 『後美術論』美術出版社、2015年。ISBN 978-4568202663
- 『震美術論』美術出版社、2017年。ISBN 978-4568202717
- 『感性は感動しない 美術の見方、批評の作法』 世界思想社 教養みらい選書、2018年。ISBN 978-4790717133
- 『パンデミックとアート　2020-2023』左右社、2024年。ISBN 978-4865283976

### 共著・共同編集
- 村上龍と『神は細部に宿る 最新対論』浪漫新社、1993年。ISBN 4847011961
- 『神戸芸術工科大学レクチャーシリーズ「まだら」の芸術工学』工作舎、2001年。ISBN 978-4-87502-349-4
- 『戦争と美術　1937-1945』図書刊行会、2016年。ISBN 978-4-336-06116-4
- 『Don't Follow The Wind 展覧会公式カタログ2015』河出書房新社、2015年。ISBN 978-4-309-25562-0
- 『戦争画とニッポン』講談社、2015年。ISBN 978-4-06-219554-6

ほか多数

### 監修ほか
- 『岡本太郎爆発大全』河出書房新社、2011年。ISBN 978-4-309-25535-4 監修
- 『日本美術全集19巻 拡張する戦後美術』小学館、2015年。ISBN 978-4096011195 責任編集

## 企画・キュレーション展
- 『ソビエト現代美術展』（1990年 / アルファキュービック・ギャラリー）
- 『アノーマリー』（1992年 / レントゲン藝術研究所）
- 『909-ANOMALY2』（1995年 / レントゲン藝術研究所）
- 『日本ゼロ年』（1999年〜2000年 / 水戸芸術館）
- 『オプ・トランス！』（2001年 / キリンプラザ大阪）
- 『通俗的、秘宝館的』（2002年 / 広島市現代美術館）
- 『EXPOSE2002 夢の彼方へ ヤノベケンジ×磯崎新』（2002年 / キリンプラザ大阪）
- 『束芋×できやよい「にっぽんの、ななかむら」』（2003年 / キリンプラザ大阪）
- 『太郎の中の見知らぬ太郎へ』（2006年〜2007年 / 岡本太郎記念館）
- 『六本木クロッシング2007 : 未来への脈動』（2007年 / 森美術館）
- 『石子順造と丸石神』（2010年 / CCAAアートプラザ）
- 『未来の体温 after AZUMAYA』（2013年 / ARATANIURANO、山本現代）
- 『釜山ビエンナーレ2016』（2016年 / 釜山市美術館）
- 『砂守勝巳　黙示する風景』（2020年 / 原爆の図丸木美術館）
- 『うたかたと瓦礫 : 平成の美術 1898-2019』（2021年 / 京都市京セラ美術館）